# Land Rover

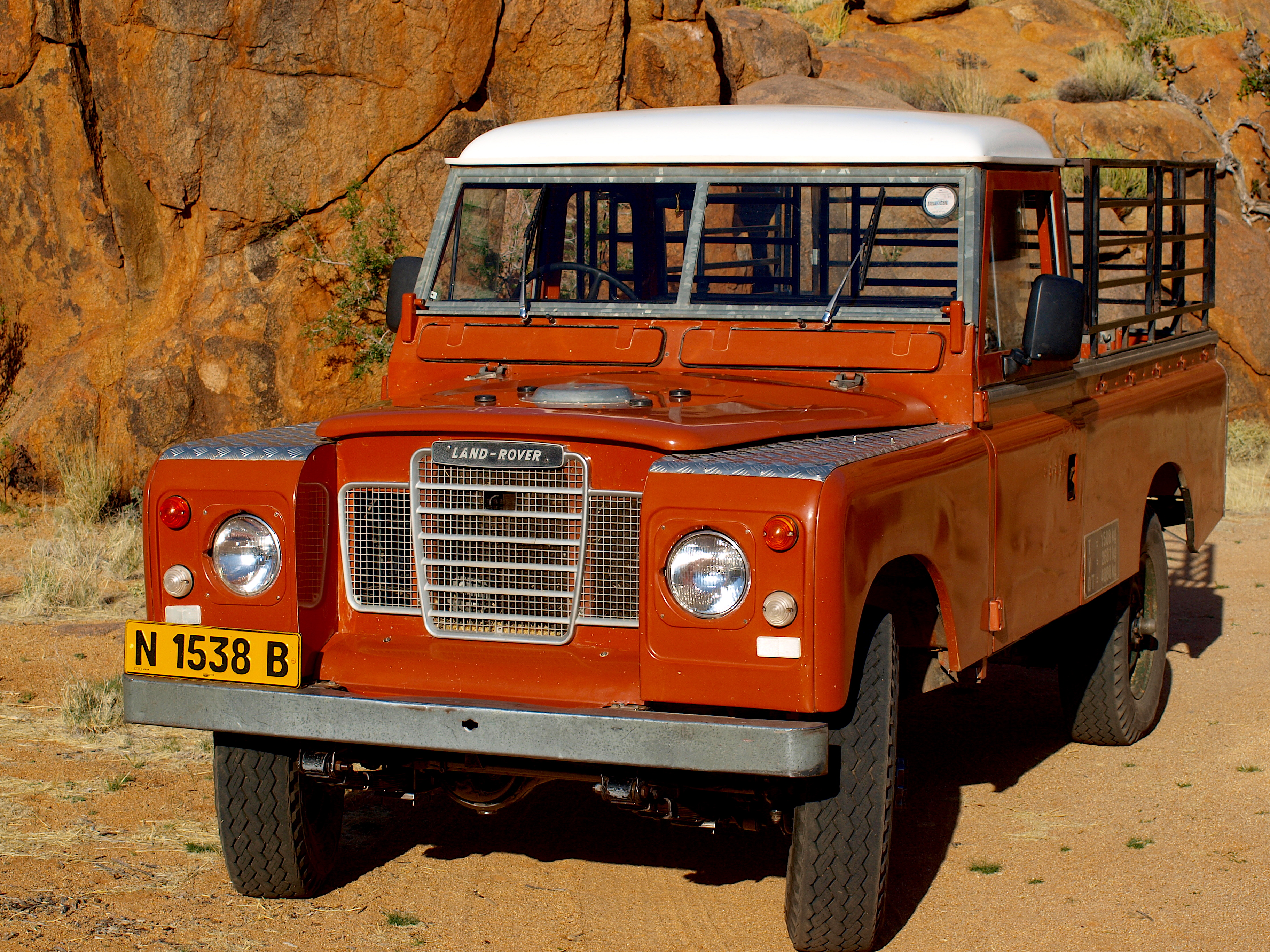
Land Rover Series III auf Farm Tiras in Namibia. Baujahr 1972. 2019 immer noch im Einsatz. (Bild 2009)

Land Rover ist heute eine Marke des britischen Automobilherstellers Jaguar Land Rover, einer Tochtergesellschaft des indischen Automobilkonzerns Tata Motors. Die Marke entstand 1978 aus der ab 1948 gebauten Land-Rover-Geländewagenbaureihe des Herstellers Rover. Das Stammwerk befindet sich in der englischen Stadt Solihull.

## Unternehmensgeschichte
Rover wurde 1966 Teil des staatlichen Zusammenschlusses der britischen Fahrzeughersteller zu British Leyland. 1978 wurde Land Rover zu einem separaten Unternehmen innerhalb der Firmengruppe Jaguar-Rover-Triumph.
Im Jahr 1994 wurde es zunächst an den deutschen Automobilhersteller BMW verkauft. Ab 2000 gehörte das Unternehmen (zusammen mit Jaguar und Volvo sowie bis Anfang 2007 Aston Martin) zur Premier Automotive Group des amerikanischen Ford-Konzerns, der es im März 2008 an die indische Tata-Gruppe verkaufte.
Neben der Firma werden auch die Fahrzeuge, insbesondere das Nachfolgemodell der ursprünglichen Serie, der Defender, gelegentlich aber auch die drei weiteren Produktlinien Range Rover, Discovery und Freelander, umgangssprachlich „Landy“ genannt.
Am 28. Dezember 2012 wurde das Geschäft der Land Rover Private Unlimited Company auf die Jaguar Cars Limited übertragen und im Zuge dessen auf Jaguar Land Rover Limited umfirmiert. Die Land Rover Private Unlimited Company besteht weiterhin, die Markennamen werden weiterhin separat weitergeführt.
Die Land Rover Ma'an Assembly Plant ist ein im Oktober 2000 im Königreich Jordanien gegründetes Joint-Venture der Marke Land Rover mit der Shahin Group.
Im Juni 2007 berichtet die Financial Times, dass der US-Konzern Ford die Tochtergesellschaften Jaguar und Land Rover über die Investmentbanken Goldman Sachs, Morgan Stanley und HSBC verkaufen will. Analysten zufolge sollen beide Sparten im Paket umgerechnet 1,2 bis 1,5 Milliarden Euro wert sein.
Nachdem Ford am 20. November 2007 die Arbeitnehmervertreter von Jaguar und Land Rover zu Gesprächen mit möglichen Kaufinteressenten eingeladen hatte, prüfte Ford die Kaufangebote der Interessenten in der zweiten Dezemberwoche.
Der Verkauf wurde im März 2008 vollzogen. Neuer Besitzer ist die indische Automobilfirma Tata. Tata soll Zusicherungen für den Erhalt der Produktionsstandorte und der Arbeitsplätze in Großbritannien gemacht haben. Außerdem hat Tata verbindliche Aussagen zum Erhalt der beiden Marken Jaguar und Land Rover gemacht.

## Geschichte des Fahrzeugs

### Die Idee

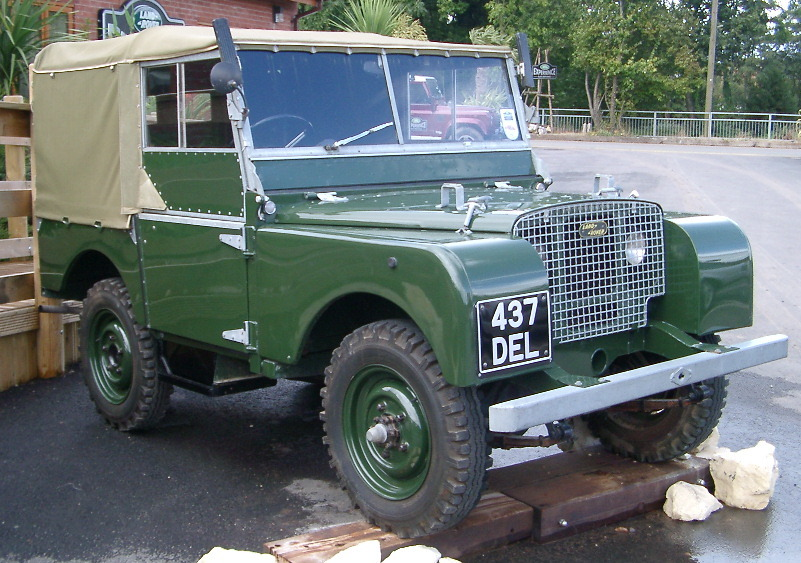
Land Rover Series I (1948) im Land Rover Werksmuseum in Gaydon/UK

1929 kam Spencer Bernau Wilks als geschäftsführender Direktor zu Rover. Er brachte seinen jüngeren Bruder, den Ingenieur Maurice Wilks, mit in das Unternehmen, der später den Geländewagen Land Rover ins Leben rief.
Unmittelbar nach dem Zweiten Weltkrieg benötigte die britische Regierung dringend Devisen und begann, Druck auf die Automobilindustrie auszuüben: billig zu produzierende Massen- und Serienautos sollten entwickelt und in die ganze Welt exportiert werden. Die Firma Rover hatte bisher vor allem Luxuswagen von hoher Qualität und hohem Prestige produziert – diese konnte sich nach dem Krieg jedoch kaum mehr jemand leisten.
Maurice Wilks war zu diesem Zeitpunkt technischer Direktor. Auf seinem Landsitz benutzte er einen Willys Jeep, eine Hinterlassenschaft der US-Streitkräfte.
Wilks war von der Nützlichkeit des Jeeps überzeugt, jedoch war das Fahrzeug schon altersschwach und durch das feuchte Klima rostig. So hatte er die Idee, bei Rover einen Geländewagen für die Landwirtschaft zu bauen und damit das Unternehmen aus der Krise zu führen.
Der Prototyp wurde im Frühjahr 1947 in nur wenigen Wochen auf einem Jeep-Chassis aufgebaut; die Bezeichnung „Land-Rover“ (ein Rover für die Landwirtschaft) fand von Anfang an Verwendung und wurde später beibehalten. Die Bleche der Karosserie waren aus Duralumin gefertigt. Noch im gleichen Jahr gab der Rover-Vorstand grünes Licht für eine Kleinserie.

### Die erste Serie

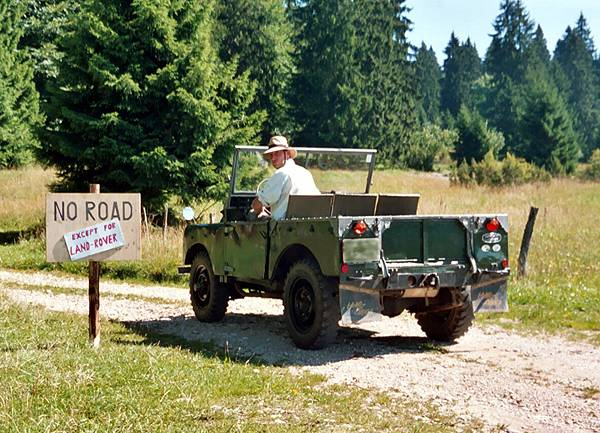
Restaurierter Land Rover Series I von 1952

Zunächst wurde ein eigenes Chassis konstruiert. Ein Leiterrahmen und eine Spritzwand aus Stahl bilden das stabile Grundgerüst. Da für das Fahrgestell Stahl in entsprechender Länge nicht zur Verfügung stand, wurde es aus zwei Stücken zusammengeschweißt.
Für die meisten weiteren Bauteile wurde wie beim Prototyp Duralumin verwendet. Es war zwar dreimal teurer als Stahl, jedoch wesentlich verfügbarer – die Stahlreserven waren überwiegend durch die Rüstungsindustrie während des Zweiten Weltkrieges aufgebraucht. Dass Aluminium sich zwar in der Oberflächenbeschaffenheit verändert, aber nicht tiefgehend rostet, war ein glücklicher Zufall. Die daraus resultierende Langlebigkeit wurde schnell zu einem Markenzeichen von Land Rover. Mehr als die Hälfte aller „pre-production“-Land Rover (also jene, die produziert wurden, bevor das Serienmodell auf den Markt kam) existieren noch heute, auch deshalb, weil die Leiterrahmen komplett feuerverzinkt waren. Die weiteren „Series one“ waren unverzinkt und lediglich mit der Karosseriefarbe gespritzt. Motorisiert wurde das erste Modell, ein Fahrzeug mit einem Radstand von 80", mit einem rovereigenen 1,6-Liter-Motor, der auch in einem Rover-PKW eingesetzt war.
Auf der Amsterdam Motor Show am 30. April 1948 wurde der erste Land Rover enthüllt. Bis zu diesem Zeitpunkt war sich der Rover-Vorstand keineswegs sicher, ob das Fahrzeug eine Käuferschaft finden würde oder ob es sich um eine Fehlinvestition handelte. Bereits auf dieser Messe gingen weit mehr Bestellungen ein als erwartet; dieser Erfolg hielt an. Letzten Endes führte der Land Rover die Firma aus ihrer Krise.
Als „Serie I“ gelten alle Fahrzeuge von Land-Rover von 1948 bis 1958.
Nach 68 Jahren und einer Produktion von über zwei Millionen Fahrzeugen verließ am 29. Januar 2016 der letzte Land Rover Defender die Produktionsanlagen im britischen Solihull.

### Die Nachfolgemodelle

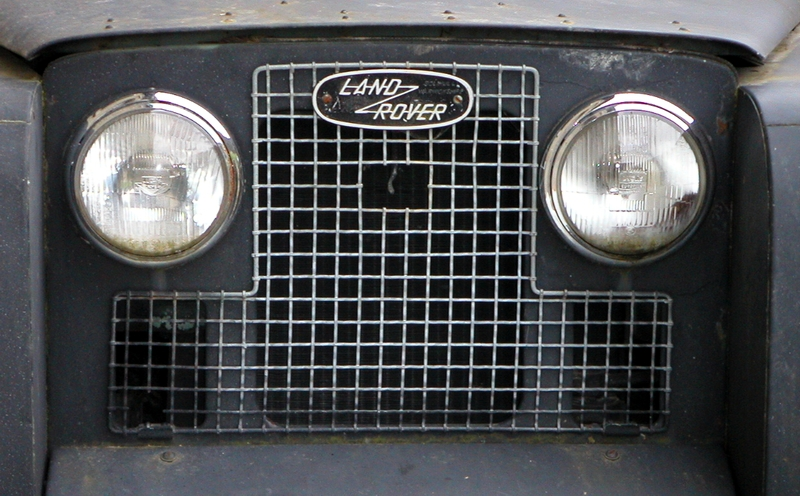
Typischer Land-Rover-Kühlergrill

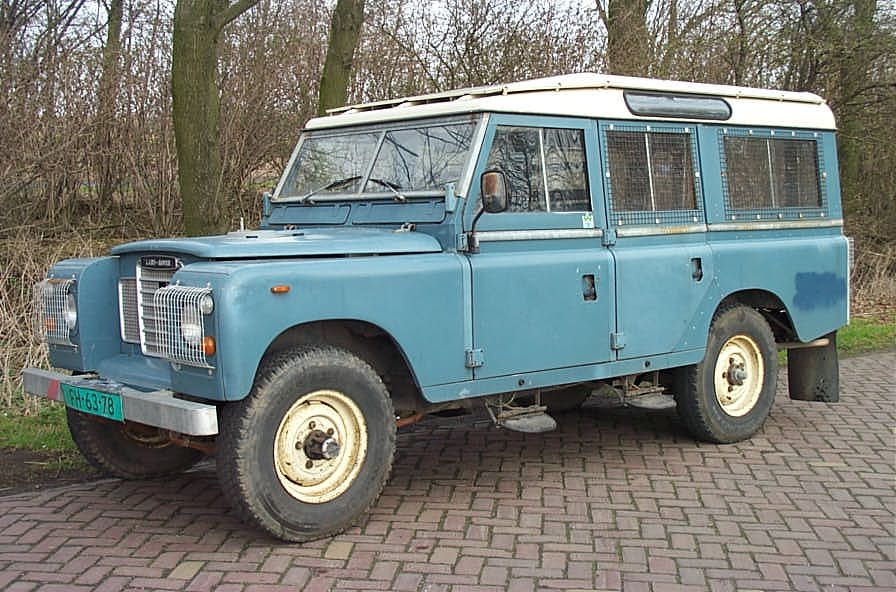
Land Rover Series III (1980)

1958 wurde der bereits überaus erfolgreiche Land Rover technisch überarbeitet und als „Serie II“ auf den Markt gebracht. Durch diese Einführung wurden alle bis dahin gebauten Land Rover rückwirkend zur Serie I. Es folgte 1971 die „Serie III“ und 1983 der schraubengefederte Landrover 90 und 110, der erst Anfang der 1990er Jahre den Namen Defender bekam. Das Konzept eines stabilen Stahl-Leiterrahmen-Chassis mit heavy box section und einer Stahl-Spritzwand als Basis für die weiteren Teile sowie einer Karosserie aus Aluminium wurde für alle Modelle bis heute beibehalten.
Wegen der großen Nachfrage begann Rover, den Land Rover ab 1952 in Lizenz auch in anderen Ländern bauen zu lassen. So fertigte die Hamburger Tempo GmbH von 1953 bis 1955 250 Land Rover in modifizierter Form für den Bundesgrenzschutz. Der belgische Hersteller Minerva fertigte zwischen 1952 und 1956 rund 18.000 Land Rover mit leicht abgewandelter Karosserie für die belgische Armee. Sehr bekannt sind die Lizenz-Nachbauten aus Spanien von Santana Motor. Zwischen 1959 und 1994 entstanden dort knapp 290.000 Land Rover. Bis 2011 produzierte Santana weitgehend eigenständige, zumindest optisch aber noch stark an den Defender erinnernde Geländewagen mit Iveco-Motoren.
Obwohl die „Serie“-Land Rover sich äußerlich und technologisch voneinander unterscheiden, haben sie alle den typischen „Land Rover-Look“: viereckig, mit von den Radkästen abgesetztem Kühlergrill und runde Scheinwerfer.
Unter dem Druck der japanischen Allradfahrzeuge Toyota Land Cruiser und Nissan Patrol, die den europäischen Markt eroberten, wurden bei der Entwicklung des 90 und 110 diverse Neuerungen eingeführt: Servolenkung, permanenter Allradantrieb, Scheiben- statt Trommelbremsen vorne, Schrauben- statt Blattfedern. Insbesondere für die Federung musste das Chassis komplett neu konstruiert werden. Viele technische Details flossen vom damaligen Range Rover ein.
Mit der Einführung des 200tdi-Motors wurde im Sommer 1990 aus dem Landrover 110 und 90 der Land Rover Defender.

### Erweiterung der Produktpalette

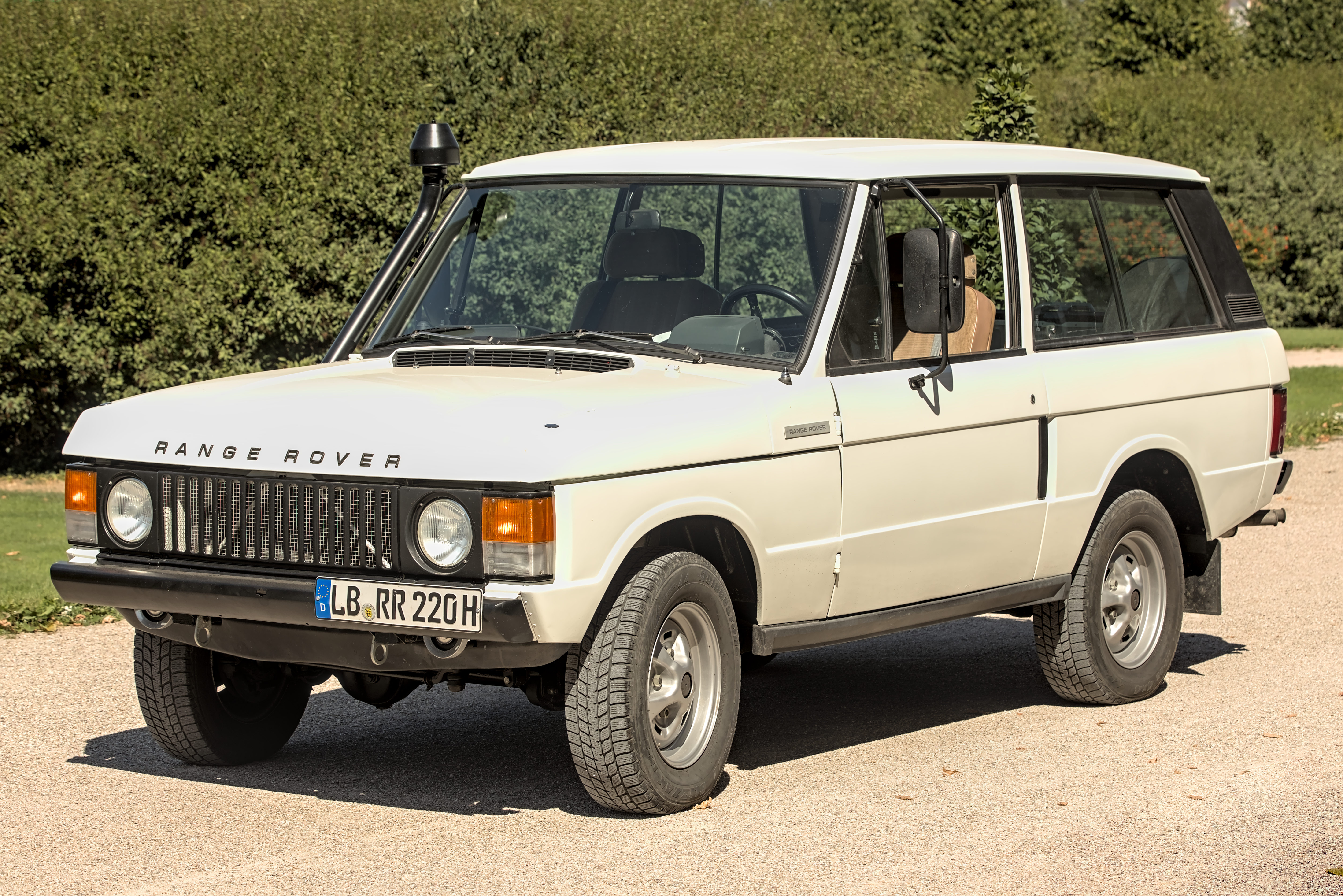
Range Rover (1970)

Ab Juli 1970 produzierte Land Rover (damals zu British Leyland gehörend) das Luxusmodell Range Rover, ein mit Schraubenfedern ausgerüsteter, luxuriös ausgestatteter Geländewagen mit permanentem Allradantrieb. Der Range Rover erweiterte den Markt und das Image der Firma.
Der im Oktober 1989 vorgestellte Discovery schließt die Lücke im mittleren Preissegment zwischen dem rustikalen Defender und dem luxuriösen Range Rover.
Die Einführung des Range Rovers und des Discovery machten es erforderlich, auch der Land-Rover-Serie einen Namen zu geben. Daher hieß die Weiterentwicklung des klassischen Land Rovers nun Defender.
Seit Anfang 1998 wird der seinerzeit unter BMW-Leitung entwickelte Freelander angeboten. Es handelt sich um ein Sport Utility Vehicle (SUV).

### Zum Weltmarkt

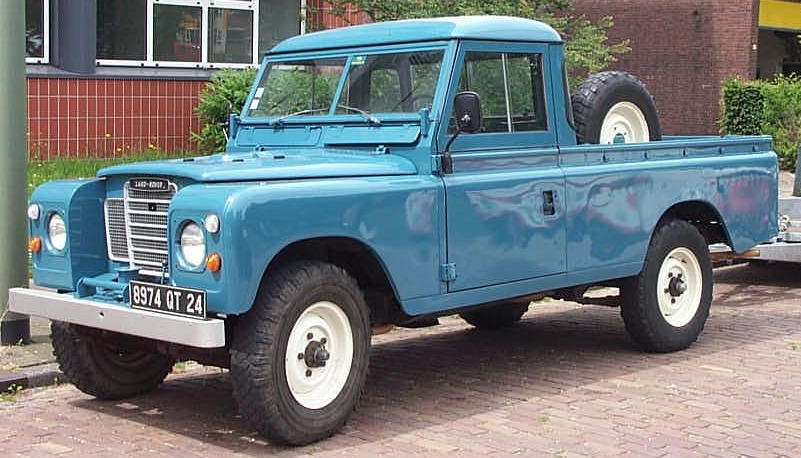
Land Rover 109 (1980)

Zur Jahrtausendwende wurden vom Land Rover (Serie I bis Defender) bereits weit über 1,6 Millionen Exemplare verkauft.
Im Gegensatz zum Jeep und dem Austin Champ hat der Land Rover seinen Ursprung in der zivilen Anwendung. Es war jedoch nur eine Frage der Zeit, bis auch das Militär sich für das Auto interessieren würde. Bereits 1950 orderte die britische Armee über 100 Exemplare und verdrängte damit die Militärversion des Austin Champ vom Markt, der in der Herstellung fast das Doppelte des Land Rovers kostete. Einige Land Rover wurden noch im selben Jahr im Korea-Krieg eingesetzt. 1956 wurde der Land Rover offiziell zum Standardfahrzeug der britischen Streitkräfte. Das sehr erfolgreiche Modell „Military Land-Rover“ (umgangssprachlich als „Lightweight“ bezeichnet) wurde z. B. als reines Militärfahrzeug zusammen mit der britischen Armee entwickelt, zivil gab es ihn nicht zu kaufen. Schätzungsweise 50 % aller ausgelieferten Land Rover gingen an das Militär oder an Behörden.
Der Land Rover (Serie I bis Defender) hat sich aber seinen Namen vor allem bei Reisen und Expeditionen gemacht. Sein einfacher und widerstandsfähiger Aufbau sowie die simple und daher zuverlässige und leicht zu reparierende Technik führen dazu, dass man dieses Fahrzeug seit nunmehr fast sechs Jahrzehnten in der Sahara und an anderen Orten findet, an denen es lebenswichtig ist, dass Menschen sich auf ihr Fahrzeug verlassen können.
Die Fahrzeugentwicklung, insbesondere die Produkterweiterung um den Range Rover und den Discovery, brachte für Rover große Umwälzungen mit sich:
- 1983 wurden 90 Prozent aller Land Rover in Entwicklungsländer exportiert,
- 1993 verkauften sich 90 Prozent in der westlichen Welt, wo die Kundschaft andere Ansprüche an einen Geländewagen stellt.

Mit der Lancierung der zweiten und dritten Generation Range Rover und Discovery und mit der Markteinführung des Freelanders im Jahre 1997 (der sich gleich bei der Einführung an die Spitze des Marktes setzte) hat Land Rover seine Position auf dem 4×4-Markt weltweit stärken können.

## Schreibweise
Die Bezeichnung Land-Rover tauchte bereits 1947 in den ersten Tagen der Prototyp-Entwicklung auf und wurde beibehalten. Bis 1980 wurde der Name mit Bindestrich oder in einem Wort geschrieben. Seit 1980 ist die offizielle Schreibweise in zwei Wörtern ohne Bindestrich.
Bei der Bezeichnung der Land-Rover-Serienmodelle wird die Länge als arabische Zahl dahinter angegeben. Dabei handelt es sich um den Abstand zwischen Vorder- und Hinterachse in Zoll (Inch). So gab es den Land Rover Serie III z. B. in zwei Längen: 88 und 109. Beim Defender, der vierten Serie, wurden die Achsabstände gerundet – es gibt den Defender in den drei Längen 90, 110 und 130. Allerdings beläuft sich der Achsabstand des 90ers auf 93 Zoll und der des 130ers auf 127 Zoll. Der 90er wird auch „Ninety“ und der 110er „One Ten“ genannt.

## Modelle

### Zivile Modelle
- Land Rover Series I (1948–1958)
- Land Rover Series II (1958–1971)

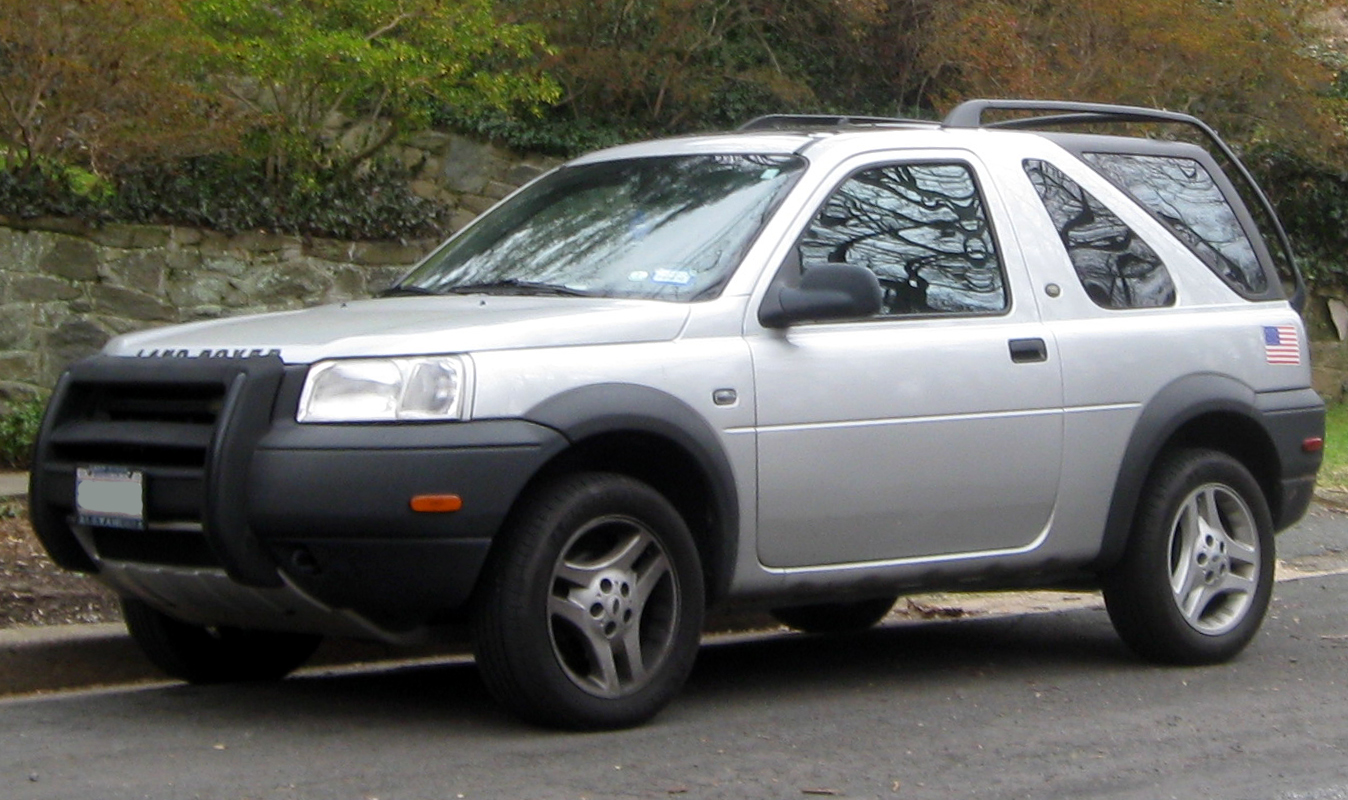
Land Rover Freelander (1998)

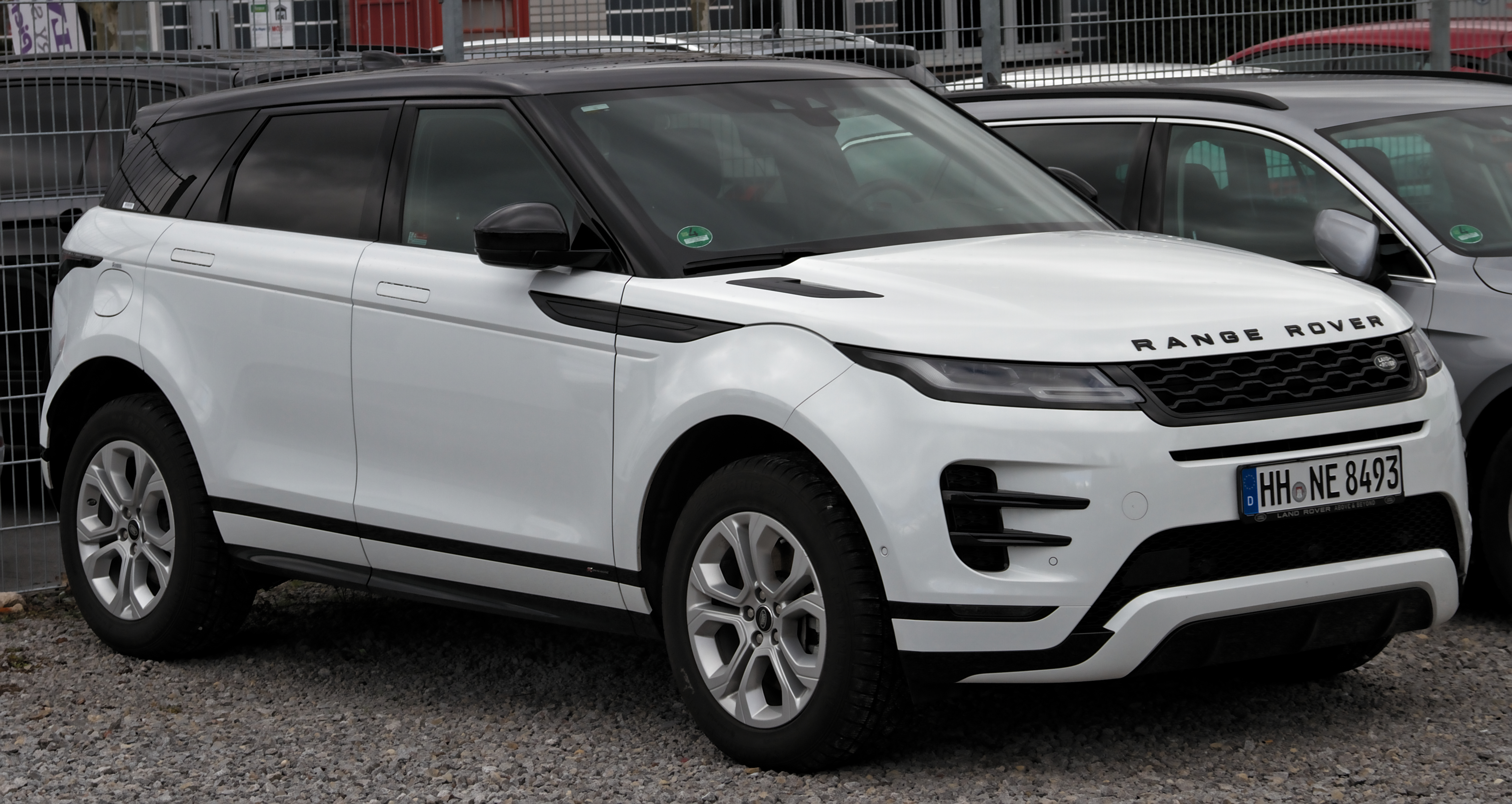
Range Rover Evoque (2019)

- Land Rover Series III (und Stage One; 1971–1984)
- Land Rover Defender (90, 110, 130; 1983–2016)
- Land Rover Defender (L663) (seit 2020)
- Land Rover Discovery (seit 1989)
- Land Rover Freelander (1998–2014)
- Land Rover Discovery Sport (seit 2015)
- Range Rover (seit 1970)
- Range Rover Evoque (2011–2018)
- Range Rover Velar (seit 2017)
- Range Rover Sport (seit 2005)
- Range Rover Evoque II (seit 2019)

### Militärische Modelle
- Land Rover Perentie

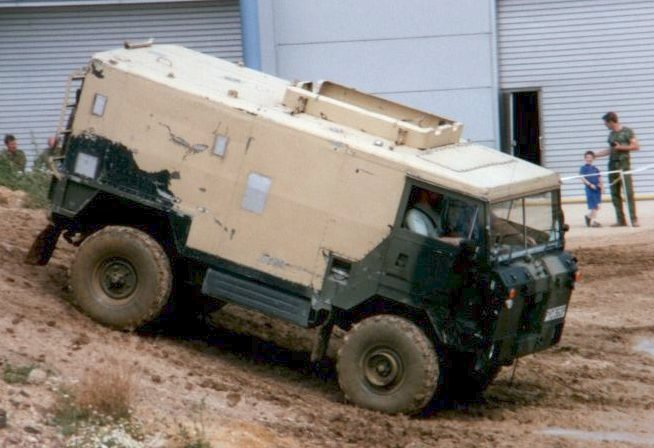
Land Rover 101 Forward Control

- Land Rover Forward Control (109/110)
- Land Rover Lightweight (mil)
- Land Rover 101 FC (mil)
- Land Rover Llama

## Kritik
In einem Ranking von Greenpeace von 2023 werden 30 Top-Automarken in Europa hinsichtlich des Umgangs mit Ressourcen verglichen. Vor dem Hintergrund der Klima- und Artenkrise werden die Produkte der Autohersteller hinsichtlich
- Energieeffizienz
- Rohstoffeffizienz
- Flächeneffizienz

untersucht.
Land Rover liegt hier in allen Einzelkategorien unter den sechs letzten Plätzen und in der Gesamtwertung auf dem drittletzten Platz.